# Valdemaluque
Valdemaluque – gmina w Hiszpanii, w prowincji Soria, w Kastylii i León, o powierzchni 62,98 km². W 2011 roku gmina liczyła 207 mieszkańców.